# Инокентий Смоктуновски
Инокентий Смоктуновски (на руски: Инноке́нтий Миха́йлович Смоктуно́вский), фамилия по рождение Смоктуно́вич, е съветски и руски театрален и филмов актьор, наричан Царят на съветските актьори.
Той е народен артист на СССР (1974), герой на социалистическия труд (1990), лауреат на Ленинска премия (1965).
Участва във Втората световна война. През 1957 година изиграва ролята на Мишкин от пиесата на Достоевски „Идиот“, поставена в Болшой театър в Ленинград, която му донася и известността. Филмовата му кариера започва с филма „Девет дни от една година“ (1962). По-късно се снима в „Живият труп“, „Престъпление и наказание“, „Те се сражаваха за родината“, „Москва не вярва на сълзи“ и други. Изиграва главната роля във филма „Бариерата“ (Антоний Манев) през 1979 г. (съвместна българо-съветска продукция).
Умира в Москва, ненавършил 70 години, през 1994 година.